# Gilles Morillon
 (août 2025).
Motif : Pas de sources secondaires centrées
- Archive Wikiwix
- Bing
- Cairn
- DuckDuckGo
- E. Universalis
- Gallica
- Google
- G. Books
- G. News
- G. Scholar
- Persée
- Qwant
- (zh) Baidu
- (ru) Yandex
- (wd) trouver des œuvres sur Wikidata

| 1. | Préciser le motif de la pose du bandeau. | Précisez le motif de la pose du bandeau en utilisant la syntaxe suivante : {{admissibilité à vérifier\|date=août 2025\|motif=remplacez ce texte par le motif}}                       |
| 2. | Informer les utilisateurs concernés.     | Pensez à avertir le créateur de l'article, par exemple, en insérant le code ci-dessous sur sa page de discussion : {{subst:avertissement admissibilité à vérifier\|Gilles Morillon}} |

 (février 2017).
Si vous disposez d'ouvrages ou d'articles de référence ou si vous connaissez des sites web de qualité traitant du thème abordé ici, merci de compléter l'article en donnant les références utiles à sa vérifiabilité et en les liant à la section « Notes et références ».
Gilles Morillon est un musicien français, batteur de rock, auteur/compositeur et arrangeur.

## Biographie
Il rejoint Candie Prune en 1999, jusqu'à la dissolution du groupe en 2001.
En 2001, il crée The Dude, avec Olivier Guimbail et Alexandre Sangan, ses comparses des Nains Sales, et Laureline Prom, bassiste de Candie Prune.
En 2009 et 2010, il accompagne Florian Mona en tournée, et participe au Caravane Sofa Tour (Tombées de la Nuit, Francofolies de la Rochelle, 3 Éléphants, Trans Musicales de Rennes...).

## Liens
- The Dude
- Candie Prune
- Andice Rupen